# Kamen Rider Gaim
Kamen Rider Gaim (仮面ライダー鎧武（ガイム）, Kamen Raidā Gaimu) is een Japanse tokusatsuserie, die van 6 oktober 2013 t/m 28 september 2014 uitgezonden werd op TV Asahi. Het is de 24e van de Kamen Rider-series. De serie telt 47 afleveringen en 4 films. 

## Productie
In mei 2013 liet Toei de naam Kamen Rider Gaim officieel vastleggen als merknaam. Op 25 juli 2013 werd de serie zelf aangekondigd. Producent Naomi Takebe wilde met Gaim terugkeren naar de oudere Heisei-Kamen Rider series, waarin meerdere Riders centraal staan. Gen Urobuchi, bekend van onder andere Puella Magi Madoka Magica en Fate/Zero, werd ingehuurd als schrijver. Urrobuchi’s bedrijf Nitroplus hielp mee met de kostuumontwerpen voor de serie. 

## Plot
In Zawame City (沢芽市, Zawame-shi) heeft een machtige organisatie genaamd de Yggdrasill Corporation de macht gegrepen, en de stad veranderd in castle town (城下町, jōkamachi). Om te ontsnappen aan het regime van Yggdrasill vormt een groep jongeren een Dance Crew genaamd de Beat Riders om de mensen weer wat plezier en vermaak te geven. Kouta Kazuraba, een lid van de dansgroep Team Gaim, probeert ondertussen zijn plaats in de wereld te vinden. Wanneer de stad wordt aangevallen door de Inves, monsters uit een andere dimensie genaamd de Helheim Forest, krijgt Kouta de kracht om te veranderen in Kamen Rider Gaim. Als Gaim bevecht hij niet alleen de Inves, maar ook andere, rivaliserende Kamen Riders, terwijl de Yggddrasill Corporation alles nauwlettend in de gaten houdt, en het er steeds meer op lijkt dat deze organisatie achter iets aanzit dat in het Helheim Forest verborgen is; de legendarische verboden vrucht.

## Personages

### Team Gaim
Team Gaim (チーム鎧武, Chīmu Gaimu) is een van de vele dansteams (Dance Crews) die actief is in Zawame City. 
Kouta Kazuraba (葛葉 紘汰, Kazuraba Kōta)/ Kamen Rider Gaim (仮面ライダー鎧武, Kamen Raidā Gaimu)de protagonist van de serie. Hij is een enigmatische en energieke jongvolwassene, die graag anderen helpt maar door zijn naïviteit en kortzichtigheid vaak meer kwaad dan goed doet. Hij wordt heen en weer getrokken tussen aan de ene kant zijn loyaliteit aan zijn dansteam, en aan de andere kant het feit dat zijn zus Akira wil dat hij nu eens volwassen wordt en een baan zoekt. Als Kamen Rider Gaim kan Gain zogenaamde Lockseeds gebruiken om meerdere gedaantes aan te nemen. Zijn harnassen zijn allemaal gebaseerd op fruit- en zaadsoorten.
Mitsuzane Kureshima (呉島 光実, Kureshima Mitsuzane)/ Kamen Rider Ryugen (仮面ライダー龍玄, Kamen Raidā Ryūgen)een student aan een eliteschool. Hij is de jongere broer van Takatora, hoofd van de R&D-afdeling van Yggdrasill, maar dit feit houdt hij voor zijn teamleden verborgen.
Mai Takatsukasa (高司 舞, Takatsukasa Mai)een voormalige Miko van de Takatsukasa Shrine, die door de Yggddrasill Corporation is gesloopt. Ze is als een oudere zus voor de anderen in haar team.
Chucky (チャッキー, Chakkī)nog een vrouw in Team Gaim. Anders dan Mai is zij een tomboy, maar wel de beste danser uit hun groep. Ook kent ze EHBO, wat de Kamen Riders goed van pas komt.
Rica (リカ, Rika) en Rat (ラット, Ratto)de laatste twee leden van Team Gaim, die vooral een achtergrondrol vervullen in de serie.
Yuya Sumii (角居 裕也, Sumii Yūya)de voormalige leider van Team Gaim. Hij wordt vermist in het Helheim Forest sinds hij de Sengoku Driver, Gaim’s krachtbron, vond. Later in de serie blijkt dat hij zelf veranderd is in een monster; White Tiger Inves.

### Team Baron
Team Baron (チームバロン, Chīmu Baron): een andere dansgroep, en rivalen van Team Gaim. 
Kaito Kumon (駆紋 戒斗, Kumon Kaito)/Kamen Rider Baron (仮面ライダーバロン, Kamen Raidā Baron)de leider van Team Baron. Hij haat de Yggdrasill Corporation om een persoonlijke reden, daar Yggdrasill zijn vaders bouwbedrijf failliet heeft laten gaan waardoor Kaito in armoede is opgegroeid. Hij heeft een sterk eergevoel en is absoluut tegen vals spel in danswedstrijden, al delen niet al zijn teamleden die mentaliteit.
Zack (ザック, Zakku)/ Kamen Rider Knuckle (仮面ライダーナックル, Kamen Raidā Nakkuru)Kaito’s rechterhand en tweede leider van Team Baron. Hij was ooit lid van team Severe Beat, totdat dit team door Team Baron verslagen werd in een wedstrijd.
Peko (ペコ)het derde teamlid van Team Baron. Ondanks zijn loyaliteit aan Kaito deinst hij er niet voor terug om vals te spelen in wedstrijden. Hij werd ooit door Mai uitgenodigd om bij Team Gami te komen, maar sloeg dit aanbod af.

### Yggdrasill Corporation
De Yggdrasill Corporation, Co. Ltd. (ユグドラシルコーポレーション, Yugudorashiru Kōporēshon) is een machtige organisatie, die heel Zawame bezit en in de loop der jaren de stad grotendeels heeft gesloopt en heropgebouwd. De reden dat Yggdrasill geïnteresseerd is in Zawame, is omdat hier geregeld poorten naar het Helheim Forest opengaan. Oorspronkelijk was de organisatie opgericht om de Inves tegen te houden, maar inmiddels volgen ze een andere agenda. Yggdrasill probeert het bestaan van Helheim en de Inves geheim te houden voor de bevolking om zo hun onderzoek naar Helheim voort te kunnen zetten. Om dit te bereiken doet Yggdrasill het lijken alsof de Inves en de Kamen Riders slechts deel uitmaken van een spel genaamd de Inves Games. Hun doel is de verboden vrucht uit het Helheim Forst te vinden.
Takatora Kureshima (呉島 貴虎, Kureshima Takatora)/ Kamen Rider Zangetsu Shin (仮面ライダー斬月・真, Kamen Raidā Zangetsu Shin)Mitsuzane’s oudere broer, en projectleider bij Yggdrasill’s R&D-afdeling. Hij is niet te beroerd om gruwelijke dingen te doen om doelen te bereiken die volgens hem het beste zijn voor iedereen.
Sid (錠前ディーラー シド, Jōmae Dīrā Shido)/ Kamen Rider Sigurd (仮面ライダーシグルド, Kamen Raidā Shigurudo)een van Takatora’s ondergeschikten. Hij handelt in Lockseeds die hij uit het Helheim Forest bemachtigd. Zijn Kamen Rider-gedaante is gemodelleerd naar een Viking.
DJ Sagara (DJサガラ, Dī Jei Sagara)een mysterieuze man die aanvankelijk voor Yggdrasill werkt, maar in het geheim zijn eigen agenda volgt. Voor de buitenwereld doet hij zich voor als een radio-dj.
Ryoma Sengoku (戦極 凌馬, Sengoku Ryōma)/ Kamen Rider Duke (仮面ライダーデューク, Kamen Raidā Dyūku)een briljant wetenschapper bij de onderzoeksafdeling van Yggdrasill. Hij heeft onder andere de drivers van de huidige Kamen Riders ontworpen.
Yoko Minato (湊 耀子, Minato Yōko)/ Kamen Rider Marika (仮面ライダーマリカ, Kamen Raidā Marika)Ryoma’s vrouwelijke bodyguard.
Kurokage Troopers (黒影トルーパー, Kurokage Torūpā)de soldaten van de Yggdrasill Corporation. Ze maken gebruik van een vereenvoudigde versie van de Kamen Rider Drivers om een bepantserde gedaante aan te nemen.

### Inves
De Inves (インベス, Inbesu): een groep monsters uit een andere dimensie genaamd Helheim Forest. Ze waren ooit andere levensvormen die in monsters veranderd zijn door het eten van de vruchten uit het Helheim Forest. 
De Inves komen in verschillende subgroepen voor, zoals de herten, vleermuizen, zwijnen, draken, leeuwen en kevers. De leiders van de Inves staan bekend als de Over Lord Inves (オーバーロードインベス, Ōbārōdo Inbesu). De belangrijkste Inves zijn:
Dēmushu (デェムシュ)een krachtige Inves gekleed in een donkerrood harnas. Heeft een zeer kort lontje en ziet mensen als een primitief en zwak ras. Hij is de eerste Over Lord die gezien wordt in de serie.
Redyue (レデュエ)een vrouwelijke, sadistische Over Lord. Ze behandeld anderen als haar persoonlijke speeltjes, totdat ze geen nut meer voor haar hebben. Ze is gewapend met een speer.
Roshuo (ロシュオ)de leider van de Over Lords. Hij heeft het verboden fruit gebruikt om Helheim Forest te scheppen naar zijn beeld van de ideale wereld. Hij heeft een hekel aan conflicten en houdt de andere Over Lords zo goed mogelijk onder de duim.
Dyudyuonshu (デュデュオンシュ)een Inves gemodelleerd naar de legendarische Rode Vogel uit Chinese astrologie. Hij dient onder Redyue en vecht met een slangzwaard.

### Overig
Ryoji Hase (初瀬 亮二, Hase Ryōji)/Kamen Rider Kurokage (仮面ライダー黒影, Kamen Raidā Kurokage).leider van de dansgroep Team Raid Wild (チームレイドワイルド, Chīmu Reido Wairudo)
Hideyasu Jonouchi (城乃内 秀保, Jōnouchi Hideyasu)/Kamen Rider Gridon (仮面ライダーグリドン, Kamen Raidā Guridon)de leider en tevens enige mannelijke lid van de dansgroep Team Invitto (チームインヴィット, Chīmu Invitto). Hij is een lafaard en de zwakste van de Kamen Riders.
Sonomura (曽野村)de leider van Team Red Hot (チームレッドホット, Chīmu Reddo Hotto)
Oren Pierre Alfonzo (凰蓮・ピエール・アルフォンゾ, Ōren Piēru Arufonzo)/Kamen Rider Bravo (仮面ライダーブラーボ, Kamen Raidā Burābo)een ex-soldaat die 10 jaar in Frankrijk heeft doorgebracht om een banketbakker te worden. Hij is uitbater van de Charmant Pastry shop en beschouwd de Beat Riders als kunstbarbaren.

## Films
De serie bracht in totaal vier films voort:
- Kamen Rider × Kamen Rider Gaim & Wizard: The Fateful Sengoku Movie Battle (仮面ライダー×仮面ライダー鎧武＆ウィザード　天下分け目の戦国MOVIE大合戦, Kamen Raidā × Kamen Raidā Gaimu Ando Wizādo Tenkawakeme no Sengoku Mūbī Daigassen): een crossover met de personages uit Kamen Rider Wizard.
- Heisei Rider vs. Shōwa Rider: Kamen Rider Taisen feat. Super Sentai (平成ライダー対昭和ライダー 仮面ライダー大戦 feat.スーパー戦隊, Heisei Raidā Tai Shōwa Raidā Kamen Raidā Taisen feat. Sūpā Sentai): een crossover tussen meerdere Kamen Rider en Super Sentai-series.
- Kamen Rider Gaim the Movie: Great Soccer Battle! Golden Fruits Cup! (劇場版 仮面ライダー鎧武 サッカー大決戦!黄金の果実争奪杯（カップ）!, Gekijōban Kamen Raidā Gaimu Sakkā Daikessen! Ōgon no Kajitsu Sōdatsu Kappu!): uitgebracht op 19 juli 2014. Deze film is gemaakt in samenwerking met J-League. Meerdere Japanse voetballers hebben gastrollen in de film.
- Kamen Rider × Kamen Rider Drive & Gaim: Movie War Full Throttle (仮面ライダー×仮面ライダードライブ&鎧武 MOVIE大戦フルスロットル, Kamen Raidā × Kamen Raidā Doraibu Ando Gaimu Mūbī Taisen Furu Surottoru): cross-over met Kamen Rider Drive.

## Cast
- Kouta Kazuraba (葛葉 紘汰, Kazuraba Kōta): Gaku Sano (佐野 岳, Sano Gaku)
- Kaito Kumon (駆紋 戒斗, Kumon Kaito): Yutaka Kobayashi (小林 豊, Kobayashi Yutaka)
- Mitsuzane Kureshima (呉島 光実, Kureshima Mitsuzane): Mahiro Takasugi (高杉 真宙, Takasugi Mahiro)
- Mai Takatsukasa (高司 舞, Takatsukasa Mai), Maiden of Fate (運命の巫女, Unmei no Miko): Yuumi Shida (志田 友美, Shida Yūmi)
- Takatora Kureshima (呉島 貴虎, Kureshima Takatora): Yuki Kubota (久保田 悠来, Kubota Yūki)
- Ryoma Sengoku (戦極 凌馬, Sengoku Ryōma): Tsunenori Aoki (青木 玄徳, Aoki Tsunenori)
- Yoko Minato (湊 耀子, Minato Yōko): Minami Tsukui (佃井 皆美, Tsukui Minami)
- Yuya Sumii (?, Sumi Yuya): Hiromi Sakimoto (?, Sakimoto Hiromi)
- Chucky (チャッキー, Chakkī): Kanon Tsuyama (津山 香音, Tsuyama Kanon, Lucky Color's)
- Rica (リカ, Rika): Miina Yokota (横田 美菜, Yokota Miina, Lucky Color's)
- Rat (ラット, Ratto): Ren Ozawa (小澤 廉, Ozawa Ren)
- Zack (ザック, Zakku): Gaku Matsuda (松田 岳, Matsuda Gaku)
- Peko (ペコ): Saku Momose (百瀬 朔, Momose Saku)
- Ryoji Hase (初瀬 亮二, Hase Ryōji): Atsushi Shiramata (白又 敦, Shiramata Atsushi)
- Hideyasu Jonouchi (城乃内 秀保, Jōnouchi Hideyasu): Ryo Matsuda (松田 凌, Matsuda Ryō)
- Oren Pierre Alfonzo (凰蓮・ピエール・アルフォンゾ, Ōren Piēru Arufonzo): Metal Yoshida (吉田 メタル, Yoshida Metaru)
- Akira Kazuraba (葛葉 晶, Kazuraba Akira): Rika Izumi (泉 里香, Izumi Rika)
- Kiyojiro Bando (阪東 清治郎, Bandō Kiyojirō): Tomohisa Yuge (弓削 智久, Yuge Tomohisa)
- Sid (シド, Shido): Kazuki Namioka (波岡 一喜, Namioka Kazuki)
- DJ Sagara (DJサガラ, Dī Jei Sagara): Tomomitsu Yamaguchi (山口 智充, Yamaguchi Tomomitsu)
- Sonomura (!, Sonomura): Takashi Kitadai (!, Kitadai Takashi)
- Dēmushu (デェムシュ, Voice): Tomokazu Sugita (杉田 智和, Sugita Tomokazu)
- Redyue (レデュエ, Voice): Kenjiro Tsuda (津田 健次郎, Tsuda Kenjirō)
- Roshuo (ロシュオ, Voice): Jōji Nakata (中田 譲治, Nakata Jōji)
- Sengoku Driver Equipment Voice (戦極ドライバー関連アイテム音声, Sengoku Doraibā Kanren Aitemu Onsei): Seiji Hiratoko (平床 政治, Hiratoko Seiji)
- Verteller (ナレーション, Narēshon): Hōchū Ōtsuka (大塚 芳忠, Ōtsuka Hōchū)